# F 2 (1916)
F 2 – włoski okręt podwodny z czasów I wojny światowej i okresu międzywojennego, jedna z 21 zbudowanych dla Regia Marina jednostek typu F. Okręt został zwodowany 4 czerwca 1916 roku w stoczni FIAT-San Giorgio w La Spezii, a w skład włoskiej marynarki wojennej został wcielony 8 września 1916 roku. Jednostka została wycofana z czynnej służby 1 lutego 1929 roku.

## Projekt i budowa
Okręty podwodne typu F zostały zaprojektowane przez inż. majora Cesarego Laurentiego jako ulepszenie poprzedniego projektu tego konstruktora – jednostek typu Medusa. Przy zachowaniu wymiarów zewnętrznych i wyporności nowe okręty charakteryzowały się krótszym czasem zanurzania, większą manewrowością w położeniu nawodnym i podwodnym, powiększonym kioskiem, instalacją działa pokładowego, żyrokompasu, dwóch peryskopów i systemu łączności podwodnej Fessenden. Okręty miały konstrukcję dwukadłubową, z kadłubem lekkim ukształtowanym na podobieństwo linii kadłuba torpedowców . Przestrzeń między kadłubem sztywnym a lekkim można było uczynić wodoszczelną poprzez zamknięcie specjalnych odwietrzników: w ten sposób okręty zyskiwały dodatkową rezerwę pływalności, szczególnie przydatną podczas żeglugi po powierzchni w złych warunkach pogodowych .
F 2 zbudowany został w stoczni FIAT-San Giorgio w La Spezii. Stępkę okrętu położono 3 czerwca 1915 roku, a zwodowany został 4 czerwca 1916 roku. Motto okrętu brzmiało „Fortuna Fortior” (pol. „Silniejszy niż los”) .

## Dane taktyczno-techniczne
F 2 był niewielkim, przybrzeżnym okrętem podwodnym . Kadłub podzielony był grodziami wodoszczelnymi (wyposażonymi w podwójne drzwi wodoszczelne) na trzy przedziały: dziobowy (mieszczący kubryk marynarzy), przedział z głównym stanowiskiem dowodzenia i siłownią oraz przedział baterii akumulatorów . Długość całkowita wynosiła 45,63 metra, szerokość 4,22 metra i zanurzenie 3,1 metra. Wyporność normalna w położeniu nawodnym wynosiła 262 tony, a w zanurzeniu 319 ton. Okręt napędzany był na powierzchni przez dwa dwusuwowe silniki wysokoprężne FIAT 216 o łącznej mocy 670 KM . Napęd podwodny zapewniały dwa silniki elektryczne Savigliano o łącznej mocy 500 KM. Dwa wały napędowe obracające dwiema śrubami umożliwiały osiągnięcie prędkości 12,5 węzła na powierzchni i 8 węzłów w zanurzeniu. Zasięg wynosił 1300 Mm przy prędkości 9 węzłów w położeniu nawodnym oraz 120 Mm przy prędkości 2,5 węzła w zanurzeniu (lub 800 Mm przy prędkości 12 węzłów w położeniu nawodnym oraz 9 Mm przy prędkości 8 węzłów w zanurzeniu). Zapas paliwa wynosił 12 ton. Energia elektryczna magazynowana była w jednej baterii akumulatorów składającej się z 232 ogniw . Dopuszczalna głębokość zanurzenia wynosiła 40 metrów  .
Okręt wyposażony był w dwie stałe dziobowe wyrzutnie kalibru 450 mm, z łącznym zapasem czterech torped. Uzbrojenie artyleryjskie stanowiło pojedyncze pokładowa armata przeciwlotnicza kalibru 76 mm Armstrong A1914 L/30 oraz karabin maszynowy Colt kalibru 6,5 mm  .
Załoga okrętu składała się z 2 oficerów oraz 24 podoficerów i marynarzy.

## Służba
F 2 został wcielony do służby w Regia Marina 8 września 1916 roku. Okręt wszedł w skład Flotylli okrętów podwodnych w Ankonie, a jego pierwszym dowódcą został kpt. mar. (wł. tenente di vascello) Achille Gaspari Chinaglia . W grudniu 1917 dowództwo jednostki objął kpt. mar. Giulio Gamberini i sprawował je do końca wojny . 31 grudnia 1917 roku okręt wchodził w skład Flotylli Górnego Adriatyku w Wenecji (wraz z „Delfino”, X 1, „Atropo”, „Tricheco”, „Fisalia”, „Argonauta”, „Narvalo”, „Zoea”, „Otaria”, „Argo”, „Squalo”, F 3, F 4, F 5, F 12, F 13 i F 16). W styczniu 1918 roku F 2 został przesunięty do 2. eskadry (wł. Squadriglia) okrętów podwodnych, operując z Wenecji i Porto Corsini pod Rawenną do zakończenia konfliktu. Jednostka brała udział w ofensywnych patrolach na wodach Morza Adriatyckiego na austro-węgierskich szlakach handlowych i w Kanale Fažanskim . 1 listopada 1918 roku okręt nadal wchodził w skład Flotylli Okrętów Podwodnych w Wenecji (razem z „Delfino”, X 1, „Atropo”, F 3, F 5, F 8, F 9, F 10, F 12, F 15, F 17, F 19 i F 20). Podczas działań wojennych załoga F 2 wzięła udział w 35 rejsach bojowych, nie odnotowując w trakcie służby żadnych godnych wzmianki zdarzeń .
Po wojnie F 2 brał udział jedynie w manewrach morskich i ćwiczeniach . Okręt został skreślony z listy floty 1 lutego 1929 roku.